# Carl Klitgaard (historiker)
Carl Klitgaard (født 6. december 1868 i Blokhus, død 1. juli 1957 i Hjørring) var en nordjysk postmester i Vrå, Brønderslev og Hjørring, som sideløbende var en betydningsfuld selvlært personal- og lokalhistoriker, der udgav mere end 500 artikler i tidsskrifter og blade, samt bøger.

## Litterære arbejder
- Hvetbo Herred I—II (1906-07)
- Aalborg Handelsstands Historie 1431-1913 (1913)
- Nibe Bys Historie (1917)
- slægtsbogen Kjærulf’ske Studier (1914-18)
- Hjørring Bys Historie I-II (1924-25)
- Skagen Bys Historie (1928)
- Vester Brønderslev Sogns og Brønderslev Købstads Historie (1942)

## Engagementer
- Historisk Samfund for Aalborg Amt
- Historisk Samfund for Hjørring Amt (Vendsysselske Aarbøger)
- Samfundet for dansk genealogi og Personalhistorie
- Jysk Selskab for Historie (Jyske Samlinger)

Carl Klitgaard er begravet ved Hune Kirke (no).